# 海福寺 (尾道市)
海福寺（かいふくじ）は、広島県尾道市にある時宗の寺院。「三ツ首様」伝説で知られる。

## 歴史
1328年（嘉暦三年）に遊行2祖他阿上人の開山で創建された。1320年（元応2年）他阿の法弟、但阿弥陀仏の開山という説もある。

## 言い伝え
江戸時代末期の1828年（文政十一年）、尾道地方を荒らした義賊、想兵衛・亀蔵・利助が捕らえられて処刑された。その夜、当時の住職・堪応の夢に三人が現れ、堪応はお告げに基づいて三人の首を貰い受けて供養した。この三ツ首様は、首から上の病を治すご利益があると伝えられる。

## 交通アクセス
西日本旅客鉄道山陽本線尾道駅より徒歩15分